# All Ages
All Ages is het tweede compilatiealbum van de Amerikaanse punkband Bad Religion. Het album bevat nummers uit de periode van 1988 tot 1992, plus een paar van het eerste album How Could Hell Be Any Worse? en twee liveopnamen van de Europese tournee uit 1994.
Het bevat geen nummers van de albums Recipe for Hate of Stranger than Fiction, omdat deze op een ander platenlabel waren uitgegeven, te weten Atlantic Records.
Het album werd tot op één na beste punkalbum van het jaar uitgeroepen door Sputnikmusic.

## Tracklist
1. "I Want to Conquer The World" (van het album No Control)
2. "Do What You Want" (liveversie, van het album Suffer)
3. "You Are (The Government)" (van het album Suffer)
4. "Modern Man" (van het album Against the Grain)
5. "We're Only Gonna Die" (van het album How Could Hell Be Any Worse?)
6. "The Answer" (van het album Generator)
7. "Flat Earth Society" (van het album Against the Grain)
8. "Against the Grain" (van het album Against the Grain)
9. "Generator" (van het album Generator)
10. "Anesthesia" (van het album Against the Grain)
11. "Suffer" (van het album Suffer)
12. "Faith Alone" (van het album Against the Grain)
13. "No Control" (van het album No Control)
14. "21st Century (Digital Boy)" (van het album Against the Grain)
15. "Atomic Garden" (van het album Generator)
16. "No Direction" (van het album Generator)
17. "Automatic Man" (van het album No Control)
18. "Change of Ideas" (van het album No Control)
19. "Sanity" (van het album No Control)
20. "Walk Away" (van het album Against the Grain)
21. "Best for You" (van het album Suffer)
22. "Fuck Armageddon... This Is Hell!" (liveversie; van het album How Could Hell Be Any Worse?)